# Louis Joret des Closières
Pour les articles homonymes, voir Joret.
Louis Joret des Closières, né le 6 décembre 1821 à Bayeux et mort le 15 mars 1878 à Paris, est un homme politique français. Il est député du Calvados. Il est le gendre de Ferdinand Barrot.

## Biographie
Louis Joret des Closières est né à Bayeux le 6 décembre 1821. Il fait des études de droit et intègre la préfecture du Calvados en 1851 comme chef de cabinet du préfet Edme-Tiburce Morisot. Il fait ensuite sa carrière dans la préfectorale sous le Second Empire. Il est nommé conseiller de préfecture de la Meuse le 25 octobre 1851 et sous-préfet de Montmédy par intérim fin 1851, puis secrétaire général de la Meuse en 1853, sous-préfet de Montmédy en 1857 et secrétaire général du Gard en 1862. Il est sous-préfet de Reims en 1864 et du Havre en 1867.
Nommé préfet de la Mayenne le 31 janvier, il démissionne le 8 septembre 1870 à la chute du Second Empire. 
Il se présente une première fois dans la deuxième circonscription du Calvados en 1876 comme candidat bonapartiste car il« ne pardonne pas à la République de s'être établie sur les ruines qu'elle avait faites ». Mais il ne peut battre le député sortant Albert Delacour. Il l'emporte en 1877 mais son mandat est interrompu par sa mort le 15 mars 1878 à Paris.

## Distinctions
- Chevalier de la Légion d'honneur (12 août 1866)
- officier d'Académie (août 1868)
- commandeur de l'ordre de Charles III d'Espagne
- officier de la Conception de Portugal
- chevalier de l'ordre de Léopold de Belgique

## Sources
- « Louis Joret des Closières », dans Adolphe Robert et Gaston Cougny, Dictionnaire des parlementaires français, Edgar Bourloton, 1889-1891 [détail de l’édition]